# Big Rock
Big Rock, naziv za lokaciju na poluotoku Lower Peninsula u Michiganu južno od zaljeva Saginaw Bay, na kojem je živjela jedna od manjih bandi Chippewa Indijanaca u susjedstvu bande Ketchewaundaugenink. Po ugovoru u Saginawu 1819., dobili su rezervat od 10,000 akera na rijeci Shawassee (danas Shiawassee).